# یواس‌اس ای‌تی‌ای-۲۱۸
یواس‌اس ای‌تی‌ای-۲۱۸ (به انگلیسی: USS ATA-218) یک کشتی با طول ۱۹۴' ۶" بود. این کشتی در سال ۱۹۴۴ ساخته شد.